# Динамо МВС
«Динамо МВС» (кирг. Динамо МВД) — киргизський футбольний клуб, який представляє Бішкек. Клуб 9 разів змінював свою назву.

## Хронологія назв
- 1930—1996 — «Динамо».
- 1996—1997 — «Динамо-Ойл».
- 1997—1998 — «Динамо».
- 1998—2001 — ПФК «ЦАГ-Динамо-МВС».
- 2001—2002 — «Еркін Фарм».
- 2002—2003 — «Динамо-Еркін Фарм».
- 2003 — «Динамо-Політ».
- 2003—2012 — розформований
- 2012 — повторно заснований під назвою «Динамо МВС».

## Історія
Команду було засновано в 1930 році під назвою «Динамо» (Бішкек). В 1939 році розпочав свої виступи в Кубку СРСР. В 1946 році клуб дебютував у третій підгрупі середньоазійської групи Чемпіонату СРСР, а в 1947 році — в другій підгрупі середньоазійської зони Чемпіонату СРСР. В обох розіграшах посідав 5-те місце. Але потім виступав лише в Чемпіонаті Киргизької РСР.
У Вищій лізі чемпіонату Киргизстану дебютував у 1995 році. На початку 2001 року на базі Динамо була створена частково нова команда під назвою «Еркін Фарм» (Бішкек). В 2002 році команда змінила назву на «Динамо-Еркін Фарм» (Бішкек) та посіла 5-те місце у чемпіонаті Киргизстану. Але в наступному сезоні клуб злився з командою Політ (Бішкек), яка на той час виступала у Першій лізі чемпіонату Киргизстану. Перша команда під назвою «Динамо-Політ» (Бішкек) продовжила виступи у Вищій лізі, а друга команда під назвою «Еркін Фарм» (Бішкек) продовжила виступи у Першій лізі. По завершенню сезону 2003 року клуб було розформовано. В 2012 році було відроджено команду, але під назвою «Динамо МВС» (Бішкек). За підсумками сезону динамівці посіли 4-те місце.

## Досягнення
- Чемпіонат Киргизької РСР з футболу
  -  Чемпіон (4): 1935, 1938 (відкритий чемп.), 1938 (закритий чемп.), 1952

- Кубок Киргизької РСР з футболу
  -  Переможець (4): 1939, 1945, 1951, 1952

- Топ-Ліга
  -  Чемпіон (3): 1997, 1998, 1999
  -  Віце-чемпіон (1): 2000

- Кубок Киргизстану
  -  Фіналіст (1): 1995

## Виступи на континентальних турнірах під егідою АФК
- Кубок азійських чемпіонів: 1 виступ

2000 - Перший раунд